# Waterloo po česku
Waterloo po česku je česká filmová komedie z roku 2002 režiséra Víta Olmera. Ve filmu si několik hlavních rolí zahrál herec Jiří Krampol.

## Příběhy
Celý film je rozdělen na příběhy, které se motají kolem manželských povídek

#### Francouzská trojkombinace
Pracovitý a úspěšný podnikatel Michal se začíná uzavírat pouze do své práce. Proto se mu hroutí život s jeho mladší ženou.

#### Svatozář
Tichý a nevýrazný důchodce pan Divoký žije poměrně pod pantoflem. Jediný, kdo pro něj najde pochopení, je ušní lékař.

#### Sólo na bicí
Dospělý Bimbo, avšak stále dětinský milovník bigbítu, žije na chalupě se svou milovanou ženou, která si už ale nemyslí, že by někdy dospěl. Ničím nerušený život jim naruší gangster utíkající před zákonem.

#### Ostrov lásky
Inženýr Zawinul pracuje i během své dovolené u Jaderského moře. Snaží se zachránit svoji potápějící firmu. Nový směr se mu snaží ukázat pan Rozvinul.

#### Waterloo po česku
Památkář Hruška žije ve stínu své dychtivé manželky a ambiciózní dcery. Začíná jim ale překážet. Před tímto stresem se snaží utíkat do napoleonské doby.

## Obsazení
- Jiří Krampol jako Michal, Divoký, Bimbo, Rozvinul, Hruška/de Grouchy
- Eva Holubová jako Divoká
- Oldřich Vízner jako Ing. Zawinul
- Jana Paulová jako manželka Višeň
- Simona Chytrová jako Eva
- Naďa Konvalinková jako vdova Réva
- Jan Skopeček jako Krobot
- David Suchařípa jako zločinec
- Jan Přeučil jako šéf Silva
- Jaroslava Obermaierová jako Dýně
- Rudolf Kubík jako syn Jarda
- Klaudie Osičková jako Klaudie
- Svatopluk Schuller jako veterinář
- Oldřich Navrátil jako doktor Hroboň
- Petra Lustigová jako sestřička Majka
- Michaela Maurerová jako dívka s knihou
- Emília Vášáryová jako Japonka

## Vydání
Premiéra proběhla 12. září roku 2002.
Během prvního měsíce vidělo snímek v kinech 5 682 diváků a utržil 588 406 korun. Film se tak stal 29. nejnavštěvovanějším filmem a 8. nejnavštěvovanější premiérou měsíce září 2002.
Film nebyl příliš úspěšný a během udílení cen Český lev obdržel cenu Plyšový lev za nejhorší film roku.